# Constantijn
Constantijn, Kurzform Stijn, ist eine niederländische Variante von Konstantin.

## Namensträger
- Constantijn Huygens (1596–1687), niederländischer Dichter
- Constantijn von Oranien-Nassau (* 1969), niederländischer Prinz
- Julius Constantijn Rijk (1787–1854), Politiker der Niederlande, Gouverneur von Suriname
- Constantijn Theodoor van Lynden van Sandenburg (1826–1885), Utrechter Adeliger und Minister